# Front national (Suisse)
Pour les articles homonymes, voir Front national.
Le Front national est un parti politique frontiste qui s’est formé durant les années 1930. Le Front national a fait partie d’un mouvement de rénovation nationale que l’on a appelé « printemps des Fronts », avant d’être interdit en 1943 par le Conseil fédéral.

## Histoire
Le Front national est issu de la fusion, en mai 1933, de deux groupes d’étudiants de l’Université de Zurich, le Nouveau Front et un Front national plus ancien. Il devient le plus puissant parti de la mouvance frontiste qui se développe dès le printemps 1933, après l’avènement d’Adolf Hitler en Allemagne. Se joignent à ce mouvement d’anciens membres du Parti radical-démocratique schaffousois, dirigés par Rolf Henne, et une partie du Parti national-socialiste confédéré des travailleurs,.
Lors de l’automne 1933, le Front national récolte de premier succès lors des élections cantonales et communales dans les cantons de Schaffhouse et de Zurich. En 1935, Robert Tobler devient le seul représentant de son histoire au Conseil national. La même année, il lance, en compagnie d’autres partis, une initiative populaire fédérale demandant la révision totale de la constitution. Le rejet de cette initiative marque, selon Roland Ruffieux, le début du déclin des partis frontistes: « une partie des organisations traditionalistes ne survit pas à l’échec de l’initiative sur la revision (sic) de la Constitution fédérale ; une autre tombe
en sommeil ou se résigne à la dissolution volontaire ». C’est le cas du Front national.
En 1937, Georges Oltramare passe un accord avec Rolf Henne concernant le partage de leurs zones d'influence en Suisse. Selon cet accord l'Union nationale reçoit l'exclusivité de la Suisse romande et le Front national celle de la Suisse alémanique. Les membres de la section genevoise du Front rejoignent ainsi le parti genevois.

## Géographie
Le Front national est surtout présent dans la partie alémanique de la Suisse. S’il a essayé de s’implanter en Suisse romande, ce fut un échec. Si sa force électorale a été très faible, sa force de mobilisation est difficile à chiffrer. « Le Front national rencontre un certain écho dans le canton de Vaud, sans qu’il soit possible de savoir avec exactitude à combien se sont élevés ses effectifs. ». Certains avancent néanmoins le chiffre de « 500 sympathisants dont 300 membres actifs » au printemps 1934.